# Orange (Al Stewart)
| Recensione              | Giudizio |
| ----------------------- | -------- |
| AllMusic                |          |
| Dizionario del Pop-Rock |          |

Orange è il quarto album in studio del cantante britannico Al Stewart, pubblicato nel 1972.

## Disco
Primo disco di Stewart prodotto da John Anthony (dopo tre album prodotti da Roy Guest).
I Don't Believe You è una cover di Bob Dylan (da sempre fonte ispiratrice per Stewart).
Once an Orange, Always an Orange è un brano strumentale per chitarra acustica e archi.
The News from Spain è la canzone dell'album che ha avuto più successo. (in evidenza l'organo e il pianoforte suonati da Rick Wakeman).

## Tracce
LP (1972, CBS Records, 64730)
Lato A
Testi e musiche di Al Stewart.
1. You Don't Even Know Me – 3:56
2. Amsterdam – 2:53
3. Songs Out of Clay – 4:14
4. The News from Spain – 6:32

Lato B
Testi e musiche di Al Stewart, eccetto dove indicato.
1. I Don't Believe You – 3:34 (Bob Dylan)
2. Once an Orange, Always an Orange – 4:15
3. I'm Falling – 4:27
4. Night of the 4th of May – 6:26

CD (2007, Collectors' Choice Music, CCM-768)
Testi e musiche di Al Stewart, eccetto dove indicato.
1. You Don't Even Know Me – 3:59
2. Amsterdam – 2:56
3. Songs Out of Clay – 4:15
4. The News from Spain – 6:35
5. I Don't Believe You – 3:36 (Bob Dylan)
6. Once an Orange, Always an Orange – 4:18
7. I'm Falling – 4:29
8. Night of the 4th of May – 6:25
9. Soho (Needless to Say) – 4:00 – Traccia bonus
10. Elvaston Place – 2:51 – Traccia bonus
11. It Doesn't Matter Anymore – 2:25 (Paul Anka) – Traccia bonus

## Musicisti
- Al Stewart – voce, chitarra acustica
- Tim Renwick – chitarra elettrica, chitarra spagnola (nel brano: Songs Out of Clay)
- Cal Bachelor – chitarra spagnola (nel brano: Songs Out of Clay)
- Tim Walker – chitarra spagnola (nel brano: The News from Spain)
- Brinsley Schwarz – Chitarra a dodici corde
- Rick Wakeman – pianoforte, organo
- Bob Andrews – organo (nel brano: Night of the 4th of May)
- Bruce Thomas – basso
- Brian Odgers – basso
- John Andrew Wilson – batteria
- Roger Pope – batteria
- Graham Hunt – batteria
- John Donelly – cori di sottofondo (nel brano: Amsterdam)
- Mick Welton – cori di sottofondo (nel brano: Amsterdam)
- Kevin Powers – cori di sottofondo (nel brano: Amsterdam)

### Produzione
- John Anthony – produzione
- Registrazioni effettuate al Trident Sound Studios di Londra (Inghilterra)
- David Henshall – ingegnere delle registrazioni
- Marcus Keef – foto copertina album originale [4]